# Godnów (Kruszyn)
Godnów (deutsch Gnadenberg) ist ein ehemaliges Dorf in der Landgemeinde Bolesławiec (Bunzlau) der Woiwodschaft Niederschlesien in Polen. 1973 wurde Godnów ein Teil des Dorfes Kruszyn.

## Lage
Godnów liegt vier Kilometer östlich des Stadtzentrums von Bolesławiec (Bunzlau) und einhundert Kilometer westlich von Breslau, an der Grenze der Schlesisch-Lausitzer Tiefebene (Nizina Śląsko-Łużycka) zum Bober-Katzbach-Vorgebirge (Pogórze Kaczawskie) der Westsudeten.

## Geschichte

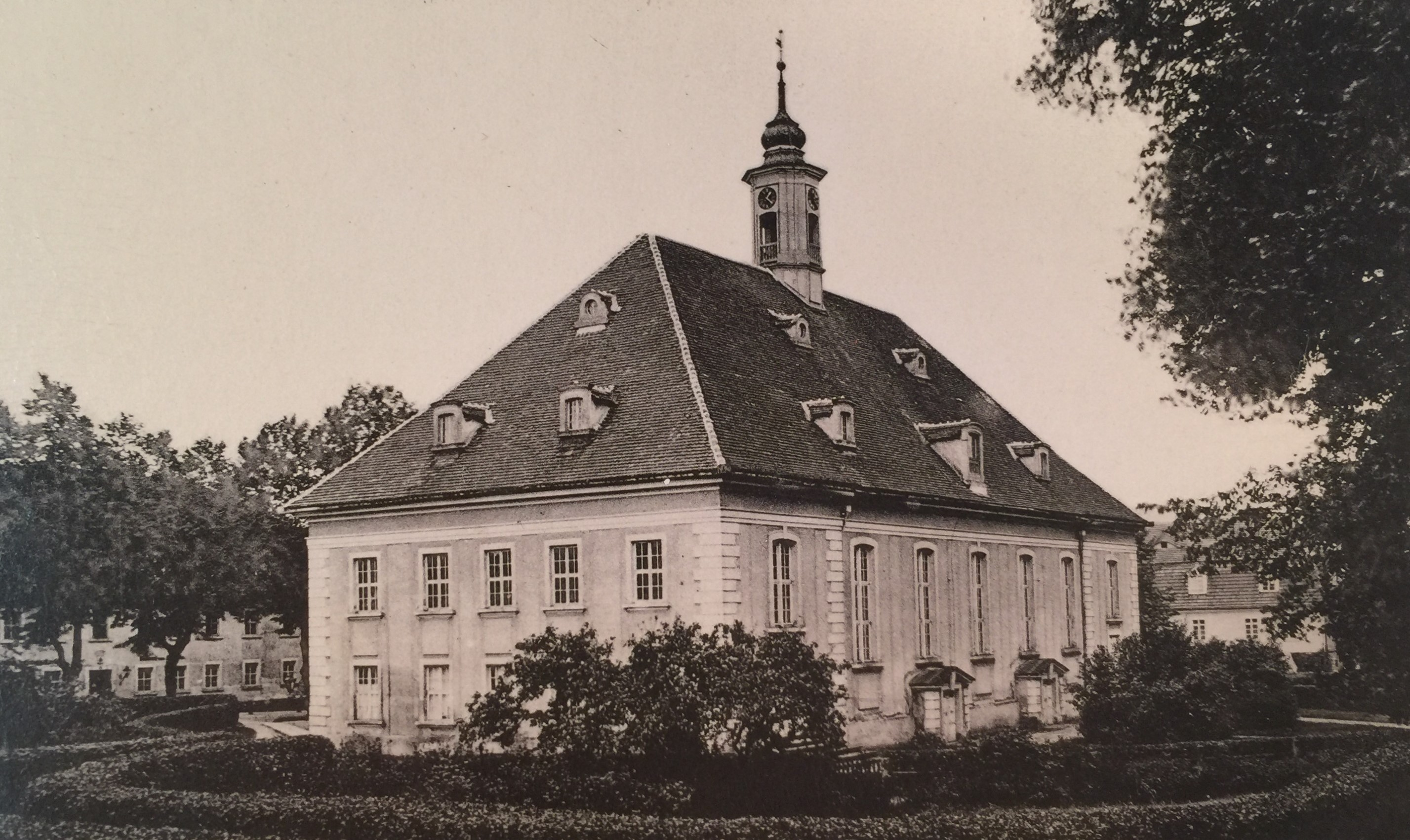
Der 1781 neu erbaute Gemeinsaal war der Mittelpunkt Gnadenbergs

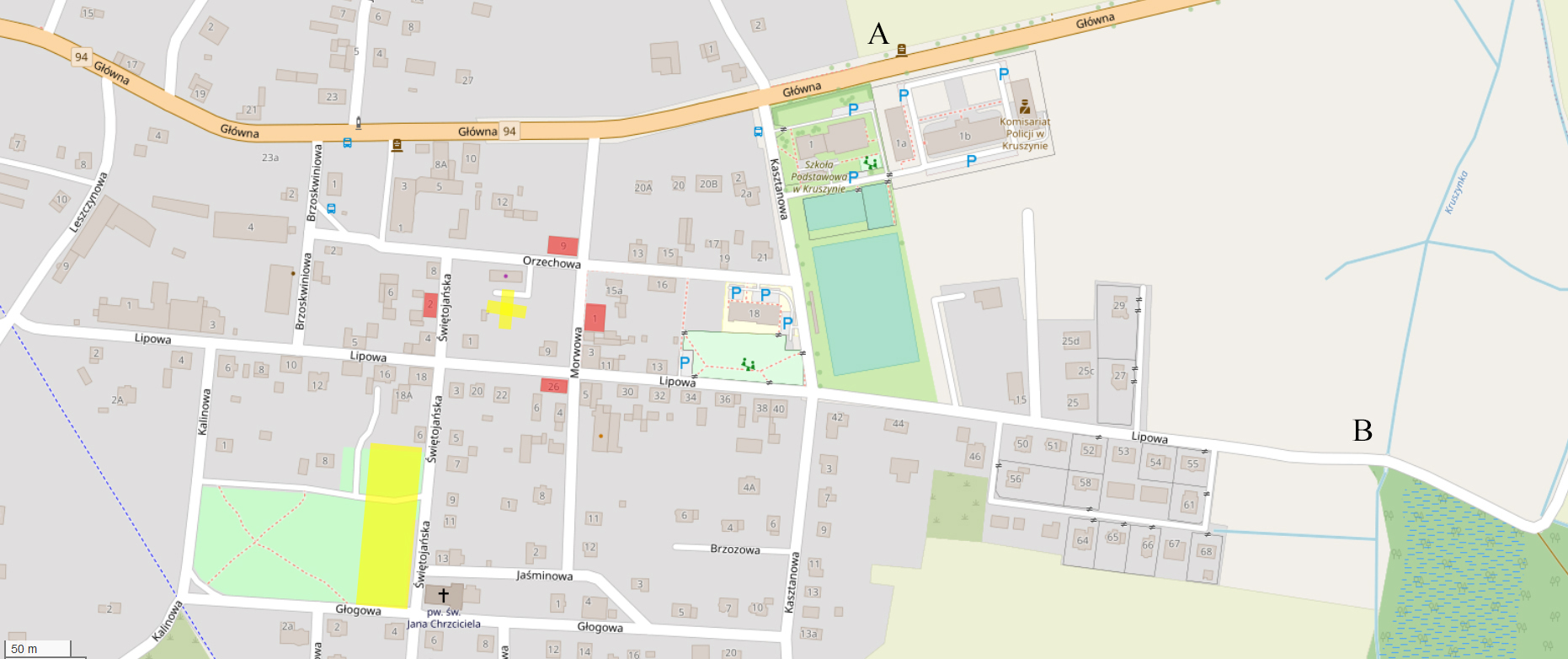
Gnadenberg auf einer aktuellen Landkarte (gelb: ehemaliger Gemeinsaal und Gottesacker; rot: heute unter Denkmalschutz stehende Gebäude der Brüdergemeine; A – Gedenkstein für einen 1813 gefallenen russischen Husaren; B – ehemalige Säule am Massengrab von 1813)

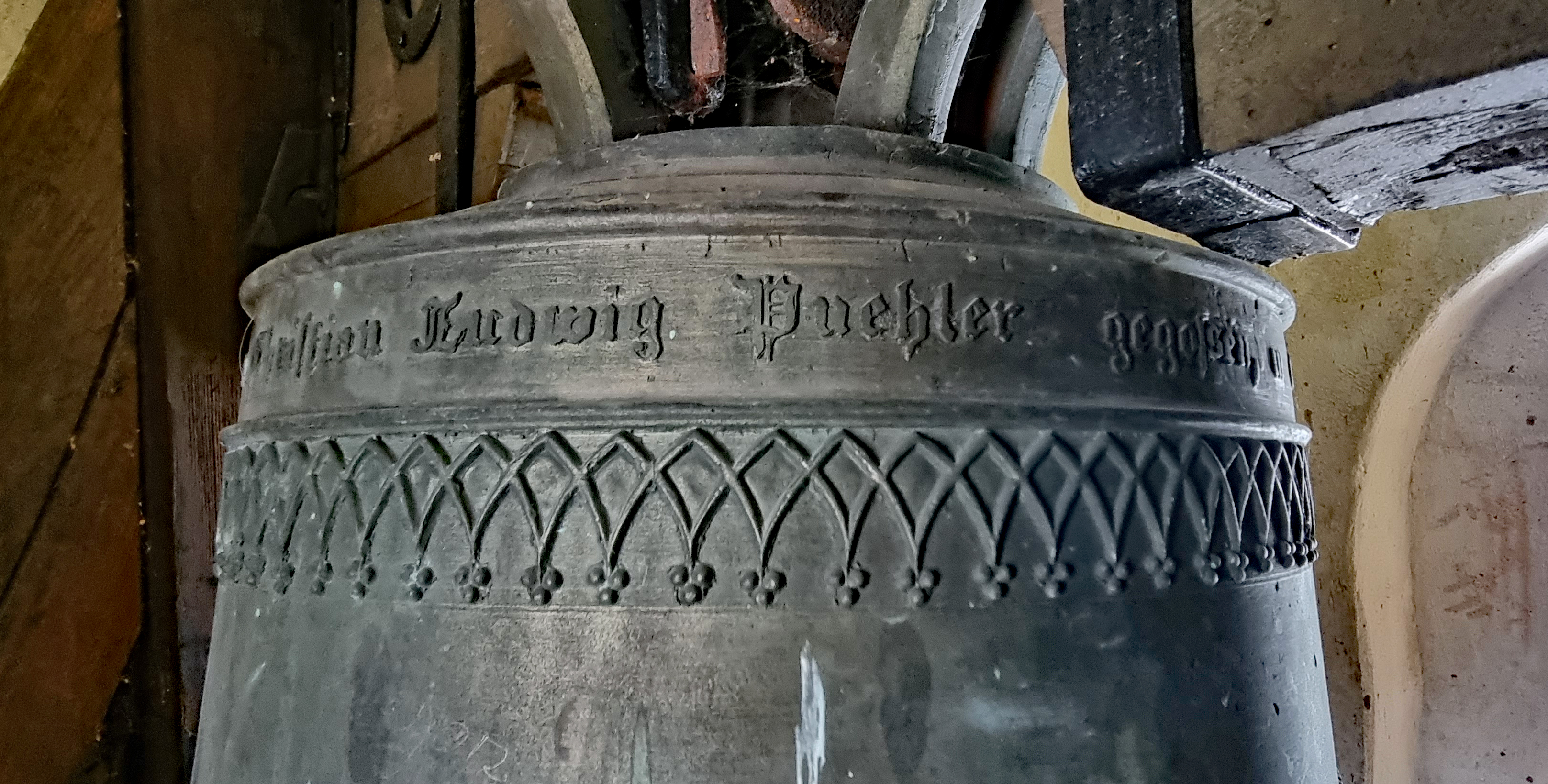
Glocke Lob Christi von Christian Ludwig Pühler in der Stabkirche Wang

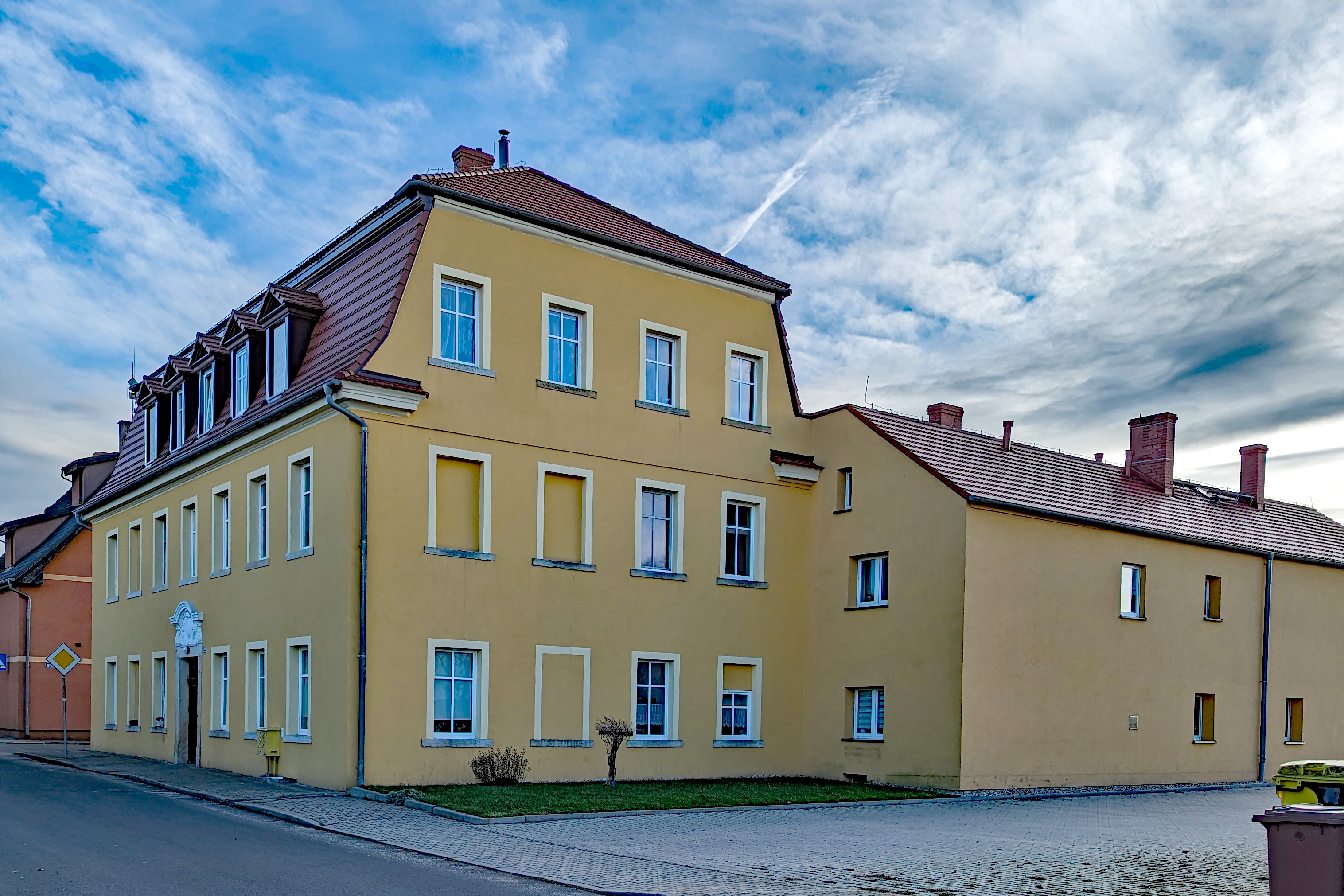
Denkmalgeschütztes Haus in der Ulica Lipowa 26

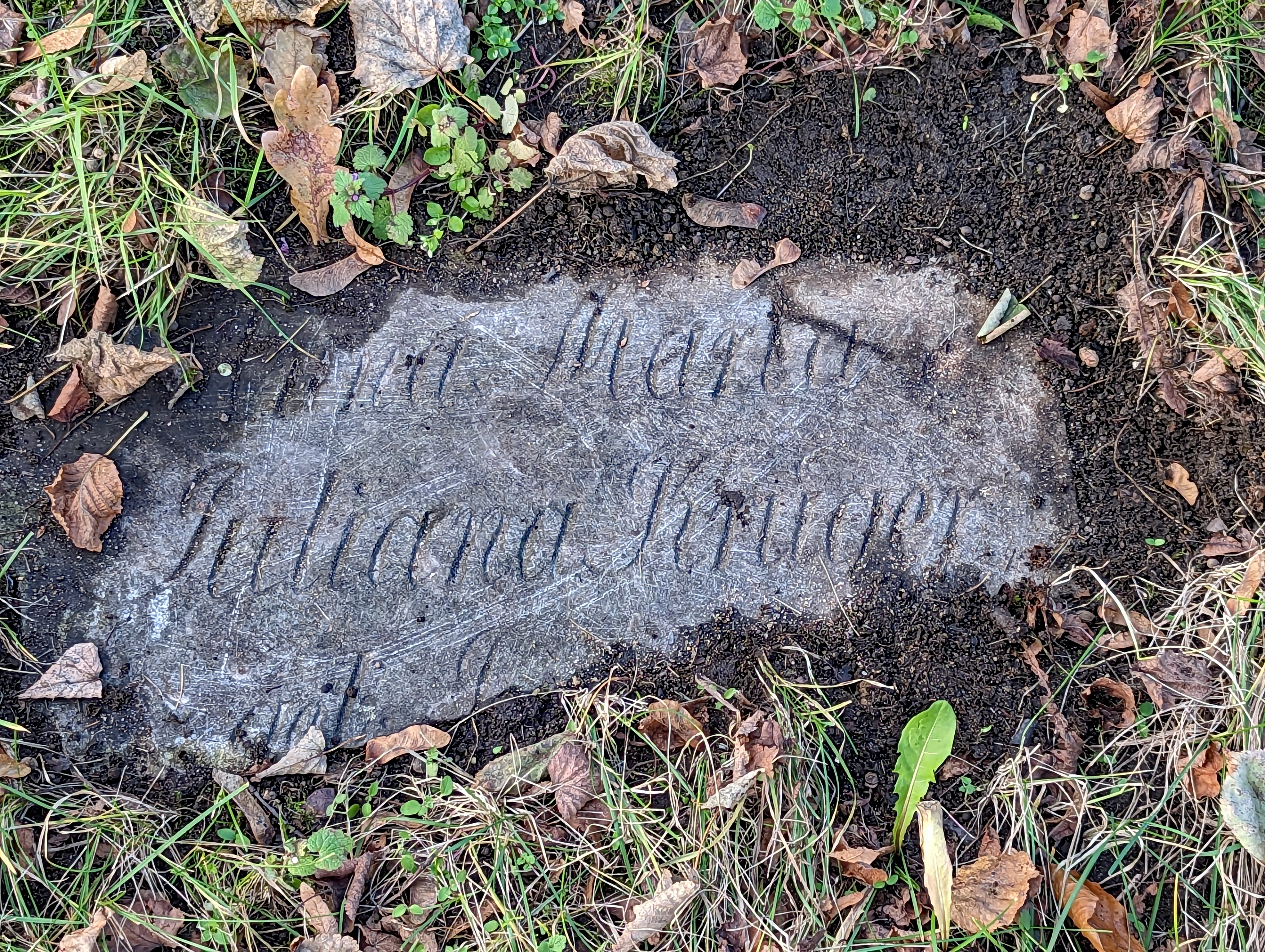
Am ehemaligen Gottesacker liegen unter dem Gras noch Bruchstücke der Grabsteine

Gnadenberg war, neben Gnadenfrei bei Ober-Peilau, eine der ersten Siedlungen der Herrnhuter Brüdergemeine in Schlesien, die nach dem Ersten Schlesischen Krieg durch Preußen ermöglicht wurden. Die Ortsgründung erfolgte am 6. März 1743, nicht einmal ein Jahr nach dem Frieden von Berlin, auf dem Gut Groß Krauschen des Hans Friedrich von Falkenhayn (1681–1745). Die Gründer waren Nikolaus Ludwig von Zinzendorf und Johann Martin Dober (1703–1748), der Bruder des Johann Leonhard Dober. Es wurden 68 Grundstücke ausgewiesen für den Bau von Häusern für Gemeindezwecke sowie für Einwohner, die aus Herrnhut nach Gnadenberg übersiedelten.
Im Siebenjährigen Krieg wurde auch Gnadenberg nicht verschont. Insbesondere gab es Plünderungen im September 1757 und Ende Juli 1760. Andererseits kam es zu einem Aufschwung durch den Zuzug von Glaubensgeschwistern aus Neusalz an der Oder, nachdem die dortige Kolonie der Herrnhuter nach der Schlacht bei Kunersdorf komplett bis auf die Grundmauern niedergebrannt war und 280 Personen ein neues Zuhause suchen mussten.
Es entstanden immer mehr Handwerksbetriebe, Werkstätten und Fabriken, u. a. eine Spinnerei und eine Weberei. Eine 1771 gerichtlich veranlasste Betriebszählung ergab je einen Schmied, Radmacher, Maurer, Zimmermann, Tischler, Schuhmacher, Glaser, Beutler, Knopfmacher, Uhrmacher, Buchbinder, Goldschmied, Nadler, Seifensieder, Glockengießer und Chirurgen sowie je zwei Schneider und Bäcker. Die Glockengießerei Pühler wurde 1788 durch den erfolgreichen Guss einer Glocke für Klix bekannt. Bei Johann Thomas Pühler (1737–1812) ging auch der später weltweit bekannt gewordene Kleinwelkaer Glockengießer Friedrich Gruhl in die Lehre. Auch ein Glockengießer aus dem Herrnhuter Viertel von Neuwied ist hier ausgebildet worden. Drei Gnadenberger Glocken von Christian Ludwig Pühler aus dem Jahre 1844 hängen noch heute in der Stabkirche Wang in Karpacz Górny (damals Brückenberg). Die 1850 für die ehemalige evangelische Grenzkirche in Niederwiesa bei Greiffenberg gegossene Glocke hängt seit 1956 als „Greiffenberger Friedensglocke“ in der Auferstehungskirche Bamberg. Die Glockengießer-Tradition in Gnadenberg brach allerdings 1860 ab.
Ab 1810 wurde Gnadenberg zunehmend zu einer Schulstadt ausgebaut. Es entstand eine Internatsschule, die auch Angehörigen anderer Glaubensrichtungen offen stand und ab Mitte des 19. Jahrhunderts von mehr als 80 Mädchen besucht wurde. Zunehmend gab es weitere Einrichtungen am Rande der Kolonie, wie zum Beispiel das Zachertsche Mädchenpensionat, das von 1871 bis 1922 betrieben wurde.

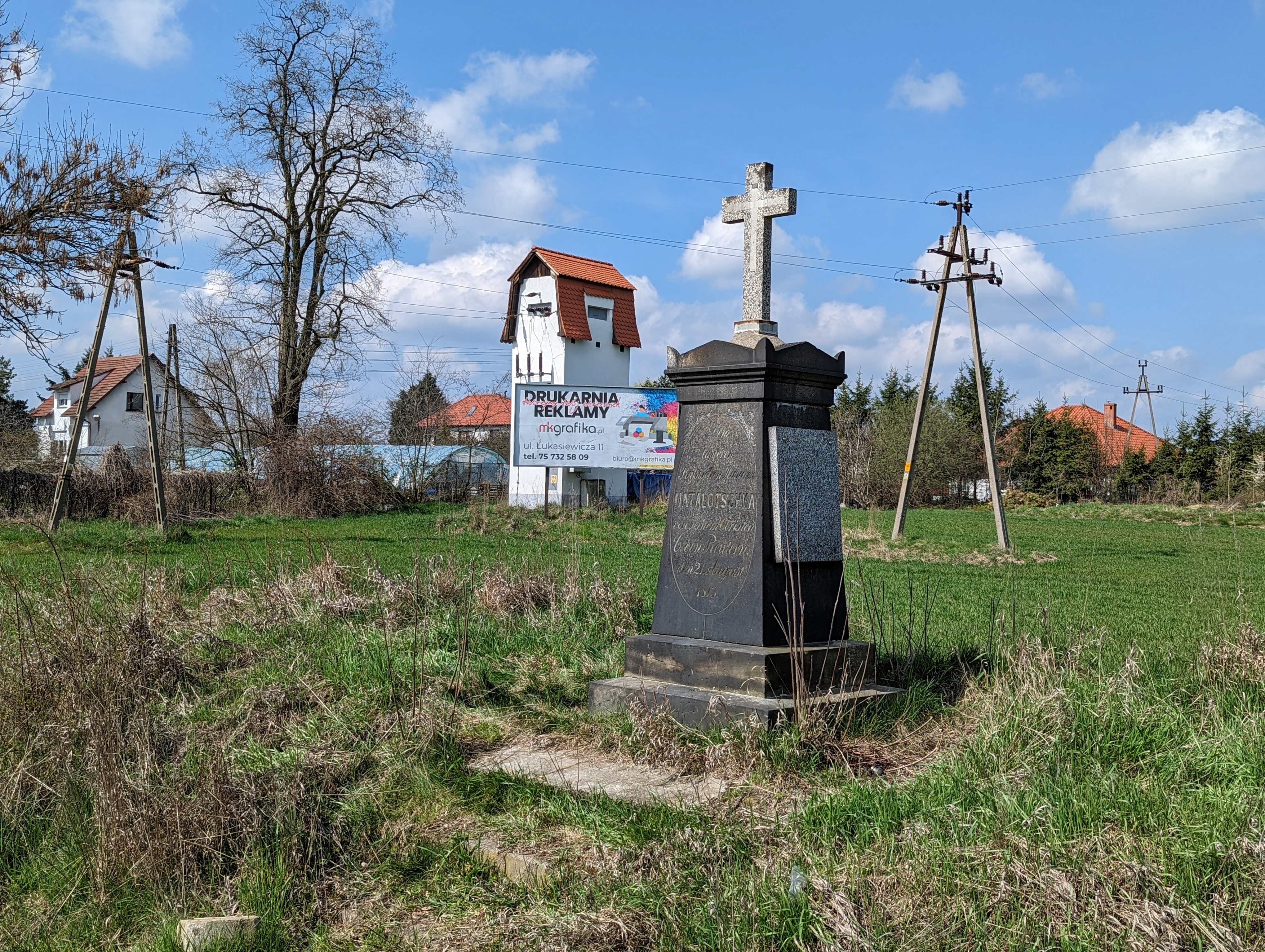
Gedenkstein für den 1813 gefallenen russischen Husaren Natalotchka, der wohl eine Frau war

Wenige Tage vor der Schlacht an der Katzbach kam es am 21. August 1813 bei Gnadenberg zu einem größeren Gefecht mit den Franzosen, bei dem viele russische Soldaten fielen. Sie wurden in einem Massengrab östlich von Gnadenberg bestattet, das durch eine Säule gekennzeichnet war, die heute nicht mehr existiert. Zwei russische Offiziere begrub man auf dem Gottesacker der Brüdergemeine. Ein Gedenkstein mit Kreuz für den russischen Husaren Natalotchka, möglicherweise eine Frau, kann heute noch besichtigt werden. Er steht unmittelbar am nördlichen Straßenrand der Droga krajowa 94 rund 100 Meter östlich der Einmündung der Kasztanowa.
Zum 1. Dezember 1885 gab es offiziell die folgenden Angaben zu Gnadenberg: Fläche 26 Hektar, davon zwölf Hektar Ackerland, drei Hektar Wiesen und keinen Wald; in den 42 Wohngebäuden gab es 88 Haushaltungen, in denen 453 Einwohner lebten (davon 119 männlich und 334 weiblich). Als Religionszugehörigkeiten wurden 251 sonstige Christen (wohl Angehörige der Brüdergemeine), 195 evangelische, vier katholische Christen (Kirchspiel Bunzlau) sowie drei Juden aufgeführt. Meyers Orts- und Verkehrslexikon vermerkt im Jahre 1912 457 Einwohner. 1939 waren es schon 604 Einwohner in 192 Haushalten.
Als Folge des Zweiten Weltkriegs fiel Gnadenberg 1945 mit dem größten Teil Schlesiens an Polen und wurde in Godnów umbenannt. Die deutsche Bevölkerung wurde, soweit sie nicht schon vorher geflohen war, weitgehend vertrieben. Die neu angesiedelten Bewohner waren teilweise Zwangsausgesiedelte aus Ostpolen, das an die Sowjetunion gefallen war. Der Gemeinsaal und viele andere Gebäude wurden nach Kriegsschäden abgetragen. Es blieben nur einige typische Häuser der Brüdergemeine im „Herrnhuter Barock“ erhalten, wurden jedoch teilweise stark umgebaut; nur wenige stehen unter Denkmalschutz. Der Gottesacker ist teilweise noch an den Baumreihen erkennbar. Einige wenige Grabsteintrümmer lassen sich ebenfalls finden. Viele der Steine fanden jedoch Verwendung als Pflastersteine in den Bauernhöfen von Kruszyn. 1979 wurde neben dem ehemaligen Gottesacker die katholische Pfarrei und Kirche St. Johannes der Täufer errichtet.
Nach der Aufteilung der Woiwodschaft Breslau 1975 gehörte das Dorf Kruszyn mit Godnów zur Woiwodschaft Jelenia Góra. Seit der Gebietsreform 1998 ist es Bestandteil Niederschlesiens.

## Verkehr
Der Ort liegt unmittelbar südlich der Landesstraße 94. Gnadenberg hatte einen eigenen Bahnhof an der 25 km langen Strecke der Bunzlauer Kleinbahn von Bunzlau nach Neudorf am Gröditzberge im Landkreis Goldberg, die 1906 eröffnet wurde. Der Personenverkehr wurde im Jahre 1976 eingestellt und die Strecke 2006 ganz geschlossen.

## Söhne und Töchter von Gnadenberg bis 1945
- Christian Ludwig Pühler (* 29. Juli 1789)[7], Glockengießer
- Leopold Martin (1815–1885), Naturforscher, Ornithologe und Tierpräparator

## Häuser der Brüdergemeine
In einer älteren Denkmalliste fanden sich insgesamt sieben denkmalgeschützte Häuser. Drei in der unten stehenden Tabelle nicht aufgeführte Häuser, Rynek 1, 6 und 20 trugen jeweils die Bemerkung: „18. Jahrhundert, im 19. und 20. Jahrhundert umgebaut“. Zwei der drei sind im Geoportal des Narodowy Instytut Dziedzictwa als nicht mehr existent vermerkt (Nummern 103528/1301 und 103530/1302). Ein weiteres (Nummer 103532/1303) ist nicht zugeordnet (Stand 2022). In der Liste steht unter NID-ID zuerst die Inspire-ID und in der zweiten Zeile die alte Nummer.
- Karte mit allen Koordinaten:
- OSM |
- WikiMap

| Lage                                        | Objekt                                                             | Beschreibung                                                                        | NID-Nr.                   | Bild           |
| ------------------------------------------- | ------------------------------------------------------------------ | ----------------------------------------------------------------------------------- | ------------------------- | -------------- |
| Świętojańska 2 (vorher Rynek 21) (Standort) | ehemaliges Hirschberger Haus für Festlichkeiten und Zusammenkünfte | erbaut 1744/1745 von zwei Räten aus Hirschberg, im 19. und 20. Jahrhundert umgebaut | N_02_BK.103534 1304       | weitere Bilder |
| Lipowa 26 (vorher Rynek 25) (Standort)      | ehemaliges adliges Wohnhaus                                        | erbaut 1749 durch einen von Bibran und Modlau                                       | N_02_BK.90178 A/5398/1990 | weitere Bilder |
| Morwowa 1 (vorher Rynek 39) (Standort)      | Wohnhaus                                                           | erbaut 1766                                                                         | N_02_BK.103536 1305       | weitere Bilder |
| Orzechowa 9 (vorher Rynek 46) (Standort)    | ehemaliges Witwenhaus                                              | erbaut 1783; einziges erhaltenes brüderisches Chorhaus                              | N_02_BK.103538 1306       | weitere Bilder |